# سازند آغاجاری
سازند آغاجاری از سازندهای زمین‌شناسی ایران در زاگرس با سن میوسن بالایی تا پلیوسن است که از ماسه سنگ‌های آهک‌دار قهوه‌ای- خاکستری، رگه‌های گچ، مارن‌های قرمز و سیلتستون تشکیل شده است و بر روی آن سازند کنگلومرای بختیاری با دگرشیبی زاویه‌دار قرار دارد. نام این سازند از شهرستان آغاجاری اقتباس و برش الگوی آن در طول جاده امیدیه به چاه‌های میدان نفتی آغاجاری با ضخامت ۲۹۶۶ متر مطالعه شده است.